# Гречаник Олександр Олександрович
Олекса́ндр Олекса́ндрович Греча́ник (10.11.1977—04.06.2023) — український спортсмен та військовослужбовець, учасник російсько-української війни, що відзначився у ході російського вторгнення в Україну. Герой України (посмертно, 20.01.2025).

## Життєпис
Народився 10 листопада 1977 року в м. Самборі на Львівщині. Проживав у м. Новий Калинів, де навчався у середній школі № 7. Після закінчення школи проходив строкову службу у 73 морському центрі спеціальних операцій, після якої залишився служити в частині за контрактом, з отриманням звання "мічман". Після завершення контракту жив у Миколаєві. Закінчив психологічний факультет Миколаївського державного університету. Працював на керівних посадах. 
Після повернення до Львова працював тренером у львівських спортивних закладах. Чемпіон Європи з кікбоксингу, інструктор кросфіту. Був інструктором з рятувальної справи у Малабо (Екваторіальна Гвінея); інструктором-водолазом, інструктором з парашутної справи та працював на нафтовидобувних вежах у Туркменістані, де отримав декомпресійну хворобу.
З початком російського вторгнення в Україну добровільно став на захист країни у складі Сил спеціальних операцій ЗСУ. Служив у 8-у окрему полку спеціального призначення імені князя Ізяслава Мстиславича. Виконував бойові задачі в Київській, Харківській та Донецькій областях на посаді кулеметника групи (пізніше на посаді заступника командира групи, головного сержанта роти та командира групи). Брав участь в боях за Ірпінь, Северодонецьк, Лисичанськ та Бахмут.
Загинув 4 червня 2023 року в стрілецькому бою біля с. Гатище Харківської області.
Похований у с. Ільківка на Вінничині.
Залишились дружина, донька, син та батьки.

## Нагороди
- Звання Герой України з удостоєнням ордена «Золота Зірка» (20 січня 2025, посмертно) — за особисту мужність і героїзм, виявлені у захисті державного суверенітету та територіальної цілісності України, самовіддане служіння Українському народові[3].
- Орден «За мужність» ІІІ ступеня (24 серпня 2023, посмертно) — за особисту мужність, виявлену у захисті державного суверенітету та територіальної цілісності України, самовіддане виконання військового обов'язку[4].